# Atractus resplendens
Espèce
Synonymes
- Atractus torquatus var. resplendens Werner 1901

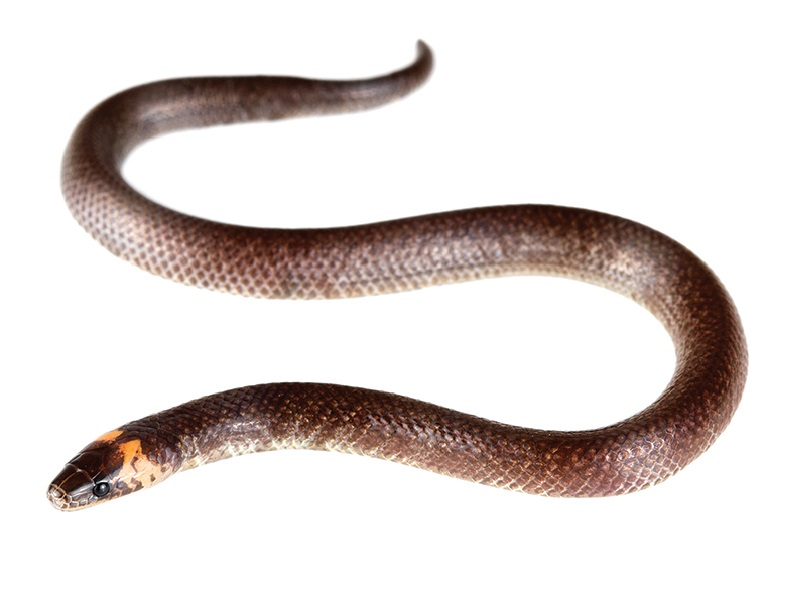
Serpent Atractus resplendens

Atractus resplendens est une espèce de serpents de la famille des Dipsadidae.

## Répartition
Cette espèce est endémique de l'Est de l'Équateur.

## Description
L'holotype de Atractus resplendens mesure 378 mm dont 23 mm pour la queue.

## Publication originale
- Werner, 1901 : Über reptilien und batrachier aus Ecuador und Neu-Guinea. Verhandlungen der kaiserlich-königlichen zoologisch-botanischen Gesellschaft in Wien, vol. 51, p. 593-614 (texte intégral).